# Gottfried Wilhelm Bueren
Gottfried Wilhelm Bueren (* 1801 in Papenburg; † 1859 in Meppen) war deutscher Stadtsyndikus zu Emden. Bekannt wurde er jedoch als Liederdichter.

## Leben
Als Sohn des Richters Bernhard Gottfried Bueren geboren, besuchte er die Universitäten Münster und Göttingen. Dort wurde er 1817 Mitglied der Frisia Göttingen und später der Göttinger Burschenschaft Westfalia. Im Herbst 1820 wurde er zum Doktor juris promoviert und kam noch im selben Jahr als Stadtsekretär nach Emden. 1838 ernannte man ihn zum Stadtsyndicus. Für die Freiheitsbewegung von 1848 setzte er sich leidenschaftlich mit Wort, Tat und Schrift ein. Er wurde als Deputierter zur Ständeversammlung in Hannover gewählt.
Zu Beginn der 1850er Jahre verließ Bueren Emden und zog nach Meppen, wo er als Obergerichtsrat bis zu seinem Tode im Jahre 1859 wirkte. Er war zweimal verheiratet und hatte vier Kinder.
Seine Lieder und Gedichte – er schrieb auch niederdeutsch – machten ihn weit bekannt. In Emden ist eine Straße nach ihm benannt worden.

## Werke
Gedichte. Rakebrand, Emden 1843.